# روی نیترات
نیترات روی (به انگلیسی: Zinc nitrate) با فرمول شیمیایی Zn(NO3)2 یک ترکیب شیمیایی با شناسه پاب‌کم 24518 است. که جرم مولی آن 189.36 g/mol (anhydrous) 297.49 g/mol (hexahydrate) می‌باشد. شکل ظاهری این ترکیب، کریستال‌های بی‌رنگ آب شونده است.